# 1734

## Esdeveniments
Països Catalans
Resta del món
- Incendi a Montreal, un esclau negre és executat acusat de l'accident i esclaten els avalots.
- Batalla de Bitonto, amb victòria espanyola
- Cartes filosòfiques de Voltaire
- Publicades les obres essencials d'Alexander Pope
- Les Tropes de Felip V ocupen Nàpols i Sicília.[1]

## Naixements
Països Catalans
Resta del món
- 18 de febrer - Thizy (França): Jean-Marie Roland de La Platière, polític francès (m. 1793).
- 5 de març,- Iznang, Moos, Baden-Württemberg, Sacre Imperi Romanogermànic: Franz Anton Mesmer, desenvolupador de la hipnosi (m. 1815)[2]
- 13 d'agost, Turingia: Ernst Christoph Dressler, compositor.
- 3 de setembre, Derby, Derbyshire (Anglaterra) Joseph Wright, pintor anglès (m. 1797).[3]
- 24 d'octubre, Sennwald, Suïssa: Anna Göldi, minyona suïssa, executada per bruixeria, exonerada al segle XXI (m. 1782).[4]
- 17 de desembre - Lisboa: Maria I de Portugal, reina de Portugal (1777-1816); i reina de Brasil (1815-1816).
- 18 de desembre - Lausèrta (França): Jean-Baptiste Rey, compositor i director d'orquestra francès.

## Necrològiques
- 24 de febrer, París: Marie-Jeanne L'Héritier de Villandon, novel·lista francesa, poeta, autora de contes de fades, salonnière i editora de premsa.[5]